# Goði

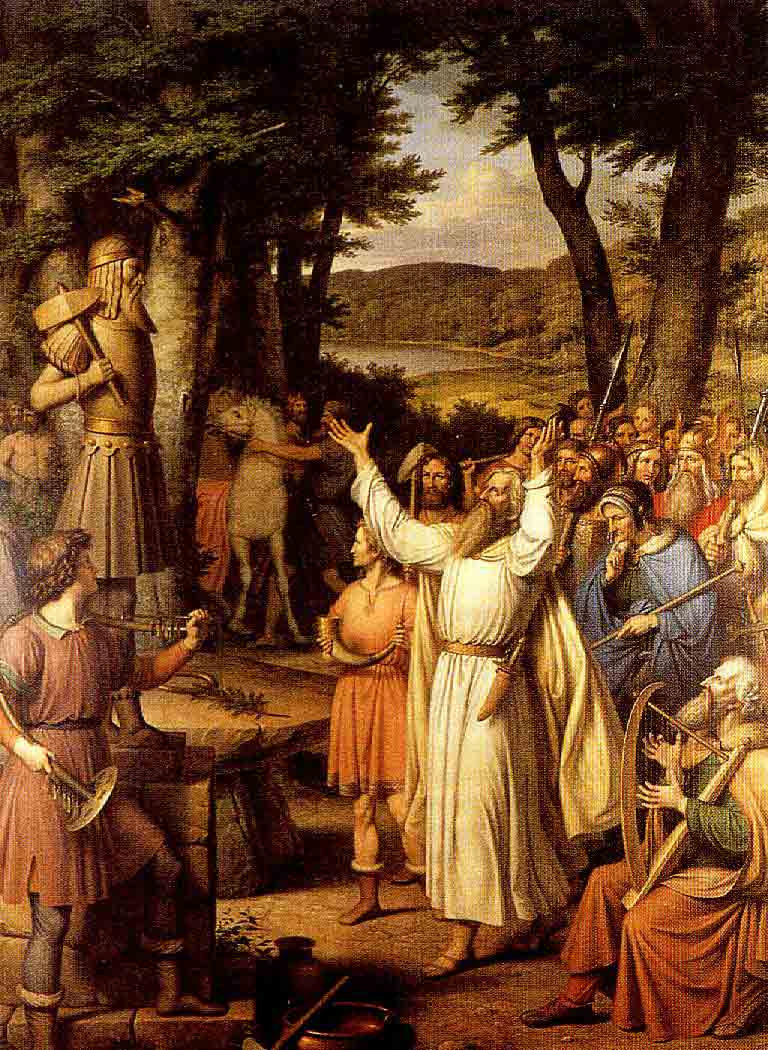
Offer aan Thor

Een goði of gothi (meervoud goðar) is de Oudnoordse naam voor een priester en stamhoofd. Een priesteres wordt aangeduid met Gyðja.
De naam verschijnt voor het eerst in Wulfila's gotische Bijbelvertaling als gudja voor "priester", maar in Oudnoords komt alleen de vrouwelijke vorm gyðja overeen met de Gotische vorm. De overeenkomstige mannelijke Oudnoordse vorm zou een onbevestigd *gyði zijn.
In Scandinavië hebben vroege verklaringen in de Oernoordse vorm gudija overleefd door de Noorse Nordhuglo runensteen (Rundata N KJ65 U), en in de latere Oudnoordse vorm goði van twee Deense runenstenen, de Glavendrup steen (DR 209) en de Helnæs Runensteen (DR 190). Er is ook een aantal plaatsnamen, zoals Gudby in Södermanland, Zweden, die wellicht naar de naam verwijzen.
Verder zijn er geen andere verklaringen die de tand des tijds overleefd hebben, behalve in IJsland waar de goðar van historisch belang zouden zijn geweest. De goðar worden in saga's beschreven als de religieuze, maatschappelijke en politieke leiders van hun goðorð, een domein of gebied dat onder hun invloed stond. Voor de kerstening waren religieuze heidense tempels in IJsland particulier bezit en zij werden beheerd door een hofgoði of tempelpriester. Ook geruime tijd na de komst van het christendom bleven zij nog een belangrijk onderdeel van het IJslandse politieke systeem uitmaken.
De term goði wordt nog vaak gebruikt als priesterlijke titel door de moderne aanhangers van verschillende stromingen van paganisme, met name in Ásatrú.